# Alsodes kaweshkari
Alsodes kaweshkari е вид жаба от семейство Cycloramphidae.

## Разпространение
Видът е разпространен в Чили.